# Red Deer River (Manitoba och Saskatchewan)
Red Deer River är ett vattendrag i Kanada.   Det ligger i provinsen Manitoba, i den sydöstra delen av landet, 2 000 km väster om huvudstaden Ottawa.
Trakten runt Red Deer River är nära nog obefolkad, med mindre än två invånare per kvadratkilometer.